# パルボウイルス
パルボウイルスは、パルボウイルス科 (Parvoviridae) に属する直鎖1本鎖DNAウイルスである。直径20 nmの球状粒子で、カプシドは正二十面体構造を形成し、エンベロープは持たない。パルボウイルスは自然界に存在するウイルスの中でも最も小さい部類に入るため、ラテン語で「小さい」を意味する parvus から命名された。パルボウイルス科のウイルスのなかには、増殖のためにヘルパーウイルスを必要とする欠損ウイルスである種も存在する。
パルボウイルスは特定の種の動物と関連性があり、多くの場合は自身と関連性のある種の動物にしか感染しない。例えば、犬パルボウイルスはイヌ、オオカミ、キツネなどには感染するが、ネコやヒトには感染しない。

## 分類
- パルボウイルス亜科 Parvovirinae
  - パルボウイルス属 Parvovirus
    - 犬パルボウイルス Canine Parvovirus、猫パルボウイルス Feline Parvovirus（猫汎白血球減少症の原因となる）

  - エリスロウイルス属 Erythrovirus
    - パルボウイルスB19 Human Parvovirus B19

  - ディペンドウイルス属 Dependovirus
    - アデノ随伴ウイルス Adeno-associated virus

  - "Amdovirusu"
    - ミンクアリューシャン病ウイルス

  - ボカウイルス属 "Bocavirus"
    - 牛パルボウイルス、犬微小ウイルス、ヒトボカウイルス
- デンソ（濃核病）ウイルス亜科 Densovirinae
  - デンソウイルス属 Densovirus
  - イテラウイルス属 Iteravirus
  - ブレビデンソウイルス属 Aedes aegypti densovirus (AaDNV)

## 犬パルボウイルス
イヌ科の動物同士の接触により感染する。1976年以前に感染の報告はなかったが、その後数年間で全世界に爆発的に広がった。その後の調査で犬パルボウイルスが原因であることが判明したが、ウイルスの種類や構造自体はそれ以前から知られていた猫パルボウイルスと同一で宿主が違うだけである。そのため猫パルボウイルスの突然変異であると考えられているが証明はされていない。

### 感染
経口感染と経胎盤感染が知られている。
ウイルスを排泄しているイヌとの接触など、糞便や嘔吐物（吐瀉物）及びそれらの飛沫、粉塵を経口・経鼻摂取することで感染が成立する。不特定のイヌが多数集まる公園やペットショップ、動物病院などに感染力を保持したままウイルスが存在した場合、靴や服、被毛に付着し、人間や他の動物によって運ばれることもある。そのため屋内飼育で他のイヌとの接触がないからといって感染する可能性を否定することはできない。
妊娠中の母犬が感染した場合、胎盤を経由して胎児も感染し、死産・流産を引き起こす。このとき、母犬の臨床徴候が軽微なため、イヌパルボウイルス感染によるものと気づかれないことがある。

### 症状
通常、2 - 12日間の潜伏期間の後に発症する。ウイルスは最初、喉頭リンパ節などで複製され、ウイルス血症を引き起こす。4 - 6週齢以降では、このとき食欲不振、元気消沈、嘔吐、などの症状が現れ始める。血流によって全身に行き渡ったウイルスは、新生仔期には心筋細胞、それ以降では腸陰窩細胞や骨髄細胞など、短い周期で分裂を繰り返す組織細胞に対する親和性が高く、それらの細胞で爆発的に複製され、細胞を破壊する。心筋細胞が破壊されれば心筋炎を起こし心不全により突然死する。このため、ごく若齢の場合、心筋型の経過をとって突然死し、イヌパルボウイルス感染症と気づかれないことがある。腸炎型では、腸陰窩細胞が破壊されることで正常な腸粘膜形成ができず、激しい腹痛や下痢、特徴的な水様性粘血便（トマトジュース様）を呈する。加えて骨髄細胞の破壊が進行することによる白血球数の激減によって、腸内細菌の日和見的な感染を防御することができなくなり、敗血症に至る。同時に、腸粘膜下織の毛細血管の破綻による出血などの要因が重なってDICが惹起され、多臓器不全により斃死する。また、腸が激しく痙攣することによって腸重積になることもある。
いったん発症すると直接治療する方法はないが、体力や抵抗力に余裕があれば、適切な対症療法を行うことで、発症後5 - 7日程度で免疫が獲得されるため、自然回復する。ただし、生後2 - 3か月程度までの若齢犬では、ストレスの多い環境、消化管内寄生虫、犬コロナウイルスの同時感染などの要因が重なることによる免疫力低下が二次感染を引き起こし、死に至ることが多い。

### 診断と治療
元気消失や嘔吐、下痢、特徴的な水様性血便などの臨床徴候と併せ、糞尿中からウイルス抗原を検出するELISAキットを用いる方法が一般的であるほか、血液検査で白血球数の減少を確認することなどによって診断される。イヌパルボウイルス感染症と診断されたら、すぐに他の犬から隔離し、適切な対症療法を開始する。
イヌパルボウイルス感染症の治療には、現在のところ特効薬がなく、支持療法か対症療法のみである。犬自身の免疫力を保つ手助けをする効果を期待し、猫インターフェロン製剤の投与が行われることが多い。また、嘔吐や下痢により失われた体内の水分や電解質を補給する点滴治療や、腸内細菌による二次感染を抑制するための抗生物質投与がおこなわれる。
体内に侵入したウイルスを完全に排除することはできないため、これらの治療を行っても生存は保証できない。発症した犬が生き残るかどうかは早期の診断と犬の体力や免疫力にかかっている。

### 予防
非常に感染力が強く、環境耐性も強い。酸やアルカリ、各種溶剤および摂氏50度までの熱に耐性があり、環境中で6か月 - 2年は感染性を維持すると言われている。高濃度の次亜塩素酸ナトリウムやホルムアルデヒドなどを使わなければ、不活化できない。家庭で入手可能なものとしては、二酸化塩素消毒剤、塩素系漂白剤の長時間感作などが利用できる。
イヌパルボウイルスに対する充分な免疫を持った母犬から生まれた仔犬であれば、おおよそ生後6週齢までは、母犬から得た移行抗体によって感染防御能を保持しているが、適切な移行抗体の獲得ができなかった仔犬の場合や移行抗体の消失後は、継続的にワクチンを接種しなければ免疫ができない。
対策としてはまず犬を健康に保つことと、ワクチンを接種することが重要である。

## 猫パルボウイルス
猫汎白血球減少症を引き起こす。実際には猫パルボウイルスとは言わず、猫汎白血球減少症ウイルス (feline panleukopenia virus: FPLV) と呼称される。別名猫ジステンパーとして知られる感染症の原因となるウイルスで、1930年前後からその存在が報告されていた。ウイルスの性質はほぼ犬パルボウイルスと同一である。また、感染経路、症状や治療方法も犬パルボウイルスと同様である。

### 予防（猫パルボウイルス）
犬パルボウイルスと同様、平時の健康管理とワクチン接種が重要であるが、猫の場合は飼い主が多頭飼いをしているケースが多いため、1匹が感染するとすべての猫に感染する可能性が極めて高いので注意が必要である。
猫のワクチンについては現在では猫伝染性鼻気管炎、猫カリシウイルス感染症、猫汎白血球減少症の3種混合ワクチンが主流であるが、ワクチンの種類によっては副反応をもたらすものもあり、接種にあたっては獣医師と相談のうえで個体に合った予防方法を選択することが重要である。

## パルボウイルスB19
パルボウイルスB19はヒトパルボウイルスのことである。人間にのみ感染するパルボウイルスである。骨髄中の赤血球先駆細胞に侵入する能力がある。1974年にシドニー大学のイヴォン・コサート教授によって発見された（発表は翌1975年の1月）。B19番というラベルのついた血清の培養皿から発見されたのでこのように命名された。
1983年にはじめて、いわゆる第5病（伝染性紅斑、りんご病）と呼ばれる疾患の原因ウイルスとして知られるようになり、現在では慢性骨髄不全や胎児死産、胎児水腫など様々な疾患の原因として知られている。
遺伝性球状赤血球症はパルボウイルスB19に感染すると貧血が急速に悪化する。

### 感染（パルボウイルスB19）
飛沫感染と母子感染の2つの経路がある。また、最近では血漿分画製剤中に検出されたという報告もあり、血漿分画製剤の妊婦や免疫不全患者への使用にあたっては感染のリスクに対して充分な注意を払う必要がある。年間を通じて感染するが特に春季に流行する。日本においてはおよそ5年周期で症例数が増加するという傾向がある。年齢にかかわらず感染するが、特に6歳から10歳くらいの子供において発症しやすく、集団感染は主に幼稚園や小学校で発生する。
感染後約1週間で発症し、多くの場合は自然に回復する。B19 IgG抗体を持つ人は基本的に免疫を持ち、感染しても発症しないと考えられているが、まれに発症する例もある。なお、成人の約50 %が抗体を持つと言われている。

### 症状（パルボウイルスB19）
子供と成人では症状の様態がやや異なる。
通常は7 - 10日の潜伏期間の後、軽度のウイルス血症を発症し、それにともない発熱や悪寒、頭痛、倦怠感などの症状が現れる。発症後1週間くらいすると、子供では両頬に平手打ち状または蝶翼状の赤い発疹が現れる。また四肢外側にも発疹が現れ、成人においては発疹の形状はやや非定型的である。この発疹は1週間程度で消失するが、長引いたり再発したりすることもある。発疹が現れる頃にはウイルス感染はほぼ終息しており、ウイルスの排泄もなくなる。
成人の場合、関節炎を発症することもある。ほとんどの場合、この関節炎は合併症を起こすことなく自然回復する。軽い症状の成人においては自覚症状なしに過ぎる。
ごくまれに重度の貧血発作 aplastic crisis を起こすことがある。また免疫抑制状態の患者においてはウイルス血症が長引き、貧血症になる危険もある。
妊婦、特に妊娠初期の感染は胎児水腫を引き起こして胎児を死亡させたり、流産したりする危険がある。ただしB19ウイルスに感染した母体から正常に生まれた新生児にB19の感染が確認された例でも、その後新生児が正常に発育している例もあり、必ずしも感染により先天異常が起こるとは限らない。また母子感染の時期もはっきりしていない。
原因不明の脳炎の鑑別にヒトパルボウイルスB19を含めるべきであるという意見もあるが健常者でも脳脊髄液からヒトパルボウイルスB19のDNAは検出されるため診断は難しい。

### 予防（パルボウイルスB19）
humanパルボウイルスB19に対するワクチンは現時点では存在しない。